# 哈尼喀塔木乡
哈尼喀塔木乡，是中华人民共和国新疆维吾尔自治区阿克苏地区库车市下辖的一个乡镇级行政单位。

## 行政区划
哈尼喀塔木乡下辖以下地区：
西乡村、托依堡勒迪村、英也尔村、亚尼艾日克村、塔格艾日克村、阿热买里村、诺巴什拉木村、乌尊村、巴扎村、英吐尔村、巴格万村、萨依力克村、克其克萨依艾日克村、琼萨依日克村、博孜日克村、英买力村、齐满村、派罗村、库木艾日克村、阿克协海村、托库孜托玛村、古勒巴格村、阿克艾日克村、博斯坦村、渭干村和琼协海尔村。